# Polonia de Malambo
Polonia de Malambo fue una líder cimarrona que luchó contra el imperio español durante el siglo XVII, llamada la negra líder de Malambo. Es considerada por los historiadores como uno de los símbolos patrios de la mujer afrodescendiente en la lucha popular.

Estructuró en Malambo (Bolívar) un grupo de 150 palenqueras que se enfrentó y venció al capitán Pedro Ordóñez Ceballos. Luego de la confrontación, acordó la paz a cambio de tierras y de la libertad de su "ejército". Pero Ordóñez incumplió el convenio y le tendió una celada.

## Influencia
Detrás de los próceres de la Nueva Granada, posteriormente, colombianos hubo otros protagonistas de gran importancia, que antecedieron o impulsaron la independencia de Colombia, algunos nombres han empezado a trascender después de siglos en el olvido, entre esos nombres están los de Benkos Biohó y el de Polonia, entre otros, que representan la lucha popular afrodescendiente en la América española.